# 施瓦茨堡-魯多爾施塔特的瑪麗
施瓦茨堡-魯多爾施塔特的瑪麗（德語：Marie von Schwarzburg-Rudolstadt，1850年1月29日—1922年4月22日），梅克倫堡-施威林大公夫人，末代施瓦茨堡親王金特·維克多的姐姐。

## 家庭
1868年，18歲的瑪麗與45歲的梅克倫堡-施威林大公腓特烈·法蘭茲二世結婚，兩人共有3子1女：
1. 伊莉莎白·亞歷山德琳（1869年—1955年），歐登堡大公夫人
2. 腓特烈·威廉（1871年—1897年）
3. 阿道夫·腓特烈（1873年—1969年），德國奧林匹克體育同盟主席
4. 海因里希（1876年—1934年），荷蘭王夫